# إهارونن (إبايحياتن)
إهارونن هو دُوَّار يقع بجماعة بني بوفراح، إقليم الحسيمة، جهة طنجة تطوان الحسيمة في المملكة المغربية. ينتمي الدوّار لمشيخة إبايحياتن التي تضم 5 دواوير. يقدر عدد سكانه بـ 285 نسمة حسب الإحصاء الرسمي للسكان والسكنى لسنة 2004.

## روابط خارجية
- البوابة الوطنية للجماعات الترابية
- المندوبية السامية للتخطيط